# Fabricando: Made in Spain
Fabricando: Made in Spain  es un docu-reality semanal que refleja el día a día de la fase de producción empresarial. Se trata de un proyecto de branded content para La 1 de Televisión Española.

## Formato
Fabricando: Made in Spain es un programa que busca dar respuestas a las preguntas sobre la actividad productiva de las empresas españolas, también enmarcado en la vocación de servicio público y de potenciación de Marca España de Televisión Española. El programa se centra en descubrir cuál es el complejo proceso que hay detrás de cada objeto cotidiano, con la ayuda de tres fábricas españolas que cada semana abrirán sus puertas.

## Episodios y audiencias
| Temporada | Temporada | Episodios | Estreno                  | Final                   | Audiencia    | Audiencia | Audiencia |
| Temporada | Temporada | Episodios | Estreno                  | Final                   | Espectadores | Cuota     |           |
| --------- | --------- | --------- | ------------------------ | ----------------------- | ------------ | --------- | --------- |
|           | 1         | 13        | 14 de mayo de 2013       | 6 de agosto de 2013     | 1 089 000    | 10,8%     |           |
|           | 2         | 21        | 12 de noviembre de 2013  | 15 de abril de 2014     | 840 000      | 7,6%      |           |
|           | 3         | 13        | 18 de septiembre de 2014 | 18 de diciembre de 2014 | 993.000      | 8,8%      |           |
|           | 4         | 13        | 10 de septiembre de 2015 | 10 de diciembre de 2015 | 518 000      | 5,8%      |           |
| Total     | Total     |           | 2013                     |                         |              |           |           |

### Primera temporada (2013)
| N.º (serie) | N.º (temp.) | Fecha de emisión    | Audiencia         | Sumario                                                |
| ----------- | ----------- | ------------------- | ----------------- | ------------------------------------------------------ |
| 1           | 1           | 14 de mayo de 2013  | 1 291 000 (12,4%) | Calcetines. Galletas. Cuchillos.                       |
| 2           | 2           | 21 de mayo de 2013  | 1 319 000 (13,1%) | Pañales. Cepillos de dientes. Farolas.                 |
| 3           | 3           | 28 de mayo de 2013  | 1 113 000 (11,4%) | Carrocerías. Jamones. Baldosas.                        |
| 4           | 4           | 4 de junio de 2013  | 1 150 000 (11,8%) | Monedas. Chocolate. Guitarras.                         |
| 5           | 5           | 11 de junio de 2013 | 1 094 000 (12,5%) | Neumáticos. Patatas fritas. Globos aerostáticos.       |
| 6           | 6           | 18 de junio de 2013 | 1 121 000 (10,2%) | Lavavajillas. Tomate frito. Motocicletas.              |
| 7           | 7           | 25 de junio de 2013 | 1 061 000 (9,9%)  | Colchones. Ensaladas. Impresoras.                      |
| 8           | 8           | 2 de julio de 2013  | 1 167 000 (13,6%) | Tarritos de comida infantil. Carros de compra. Barcos. |
| 9           | 9           | 9 de julio de 2013  | 955 000 (8,6%)    | Fregonas. Helados. Vagones de tren suburbano.          |
| 10          | 10          | 16 de julio de 2013 | 1 139 000 (10,8%) | Queso de oveja. Palillos. Bolígrafos.                  |
| 11          | 11          | 23 de julio de 2013 | 739 000 (6,4%)    | Motores. Sal de frutas. Tetrabricks.                   |
| 12          | 12          | 30 de julio de 2013 | 1 244 000 (11,3%) | Cerveza. Canelones. Muñecas.                           |
| 13          | 13          | 6 de agosto de 2013 | 776 000 (8%)      | Leche. Cajas fuertes. Gusanitos.                       |

### Segunda temporada (2013-2014)
| N.º (serie) | N.º (temp.) | Fecha de emisión        | Audiencia         | Sumario                                                      |
| ----------- | ----------- | ----------------------- | ----------------- | ------------------------------------------------------------ |
| 14          | 1           | 12 de noviembre de 2013 | 916 000 (5,8%)    | Cemento. Agua potable. Sofás.                                |
| 15          | 2           | 19 de noviembre de 2013 | 838 000 (5,3%)    | Trajes de ciclista. Palomitas de fresa. Copas.               |
| 16          | 3           | 26 de noviembre de 2013 | 823 000 (5,7%)    | Lavadoras. Trajes de caballero. Silicona.                    |
| 17          | 4           | 3 de diciembre de 2013  | 713 000 (4,6%)    | Mantequilla. Interruptores. Radiadores.                      |
| 18          | 5           | 10 de diciembre de 2013 | 932 000 (6,1%)    | Refrescos de naranja. Filtros de aire. Naipes.               |
| 19          | 6           | 17 de diciembre de 2013 | 459 000 (5,1%)    | Cava. Golosinas. Luces de Navidad.                           |
| 20          | 7           | 7 de enero de 2014      | 957 000 (11,2%)   | Purés infantiles. Ascensores. Botas.                         |
| 21          | 8           | 13 de enero de 2014     | 956 000 (6,7%)    | Conservas de champiñón. Palas de pádel. Lomos de atún.       |
| 22          | 9           | 20 de enero de 2014     | 735 000 (6,1%)    | Yogures. Destornilladores. Escaleras mecánicas.              |
| 23          | 10          | 27 de enero de 2014     | 898 000 (11,2%)   | Aceite de oliva. Camiones. Conservas de fabada.              |
| 24          | 11          | 3 de febrero de 2014    | 668 000 (10,8%)   | Marrón glacé. Alfombras. Vino de Jerez.                      |
| 25          | 12          | 10 de febrero de 2014   | 470 000 (7,9%)    | Cascos de motocicleta. Sushi. Coagulómetros.                 |
| 26          | 13          | 17 de febrero de 2014   | 432 000 (7,9%)    |                                                              |
| 27          | 14          | 24 de febrero de 2014   | 461 000 (9,1%)    | Ollas a presión. Tapones de corcho. Tintes para pelo.        |
| 28          | 15          | 5 de marzo de 2014      | 1 637 000 (10,4%) | Chorizo. Agua con gas. Tijeras.                              |
| 29          | 16          | 12 de marzo de 2014     | 1 200 000 (9,0%)  | Monovolúmenes. Protector solar. Bronce.                      |
| 30          | 17          | 19 de marzo de 2014     | 1 310 000 (10,2%) | Cuberterías. Yogures bebibles. Papel de periódico reciclado. |
| 31          | 18          | 26 de marzo de 2014     | 1 180 000 (8,4%)  | Latas de sardinas. Cortinas. Tuberías de hierro fundido.     |
| 32          | 19          | 2 de abril de 2014      | 498 000 (5,7%)    | Audífonos. Camisas. Helados (flash).                         |
| 33          | 20          | 8 de abril de 2014      | 488 000 (4,5%)    | Placas de gas. Barritas de cangrejo. Mangueras.              |
| 34          | 21          | 15 de abril de 2014     | 1 078 000 (7,9%)  | Cápsulas de café. Cohetes. Pan tostado.                      |

### Tercera temporada (2014)
| N.º (serie) | N.º (temp.) | Fecha de emisión         | Audiencia         | Sumario                                               |
| ----------- | ----------- | ------------------------ | ----------------- | ----------------------------------------------------- |
| 35          | 1           | 18 de septiembre de 2014 | 940 000 (7,9%)    | Placas de yeso. Tapas precocinadas. Carritos de golf. |
| 36          | 2           | 25 de septiembre de 2014 | 988 000 (8,5%)    | Vehículos eléctricos. Petit Suisse. Grasa lubricante. |
| 37          | 3           | 2 de octubre de 2014     | 1 046 000 (8,5%)  | Sillas de montar. Estufas. Pizarra.                   |
| 38          | 4           | 9 de octubre de 2014     | 998 000 (8,1%)    | Agua mineral. Paletas. Luces de policía.              |
| 39          | 5           | 16 de octubre de 2014    | 1 157 000 (9,4%)  | Nueces. Escaleras. Césped artificial.                 |
| 40          | 6           | 23 de octubre de 2014    | 1 138 000 (9,8%)  | Pollos de corral. Llaves de corte. Pistachos.         |
| 41          | 7           | 30 de octubre de 2014    | 897 000 (8,4%)    | Frigoríficos. Botones. Cortatubos.                    |
| 42          | 8           | 6 de noviembre de 2014   | 946 000 (8,5%)    | Cuadernos de escritura. Botines. Galletas sin gluten. |
| 43          | 9           | 13 de noviembre de 2014  | 1 010 000 (8,4%)  | Furgonetas. Tejas. Turrón.                            |
| 44          | 10          | 27 de noviembre de 2014  | 1 159 000 (10,1%) | Pimentón. Tablas de planchas. Alpargatas.             |
| 45          | 11          | 4 de diciembre de 2014   | 1 221 000 (11,7%) | Aceitunas. Harina. Tablas de surf.                    |
| 46          | 12          | 11 de diciembre de 2014  | 700 000 (8,0%)    | Ladrillos. Tartas. Lentillas.                         |
| 47          | 13          | 18 de diciembre de 2014  | 712 000 (7,9%)    | Zumo de naranja. Calzoncillos. Puertas.               |

### Cuarta temporada (2015)
| N.º (serie) | N.º (temp.) | Fecha de emisión         | Audiencia      | Sumario                                                        |
| ----------- | ----------- | ------------------------ | -------------- | -------------------------------------------------------------- |
| 48          | 1           | 10 de septiembre de 2015 | 565 000 (7,0%) | Pan de molde. Rotuladores. Caolín.                             |
| 49          | 2           | 17 de septiembre de 2015 | 750 000 (7,1%) | Croquetas para perro. Limón helado. Cepillos para pelo.        |
| 50          | 3           | 1 de octubre de 2015     | 590 000 (6,5%) | Coches. Jamón cocido. Medallas.                                |
| 51          | 4           | 8 de octubre de 2015     | 493 000 (5,2%) | Natillas. Crema antienvejecimiento. Lentes para gafas.         |
| 52          | 5           | 15 de octubre de 2015    | 586 000 (6,5%) | Llaves inglesas. Gazpacho. Crionización de células madre.      |
| 53          | 6           | 22 de octubre de 2015    | 476 000 (5,3%) | Implantes dentales. Tortilla de patatas. Vajilla de porcelana. |
| 54          | 7           | 29 de octubre de 2015    | 407 000 (4,8%) | Sartenes. Espaguetis. Biopesticidas.                           |
| 55          | 8           | 5 de noviembre de 2015   | 549 000 (6,1%) | Discos de freno. Leche en polvo. Detergente para lavadora.     |
| 56          | 9           | 12 de noviembre de 2015  | 452 000 (5,4%) | Chicles de melón. Bicicletas. Toallas.                         |
| 57          | 10          | 19 de noviembre de 2015  | 570 000 (6,1%) | Regalices. Drones. Persianas.                                  |
| 58          | 11          | 26 de noviembre de 2015  | 531 000 (6,0%) | Vaqueros. Alioli. Insecticida.                                 |
| 59          | 12          | 4 de diciembre de 2015   | 326 000 (4,2%) | Atún claro en aceite. Señales de tráfico. Bikinis.             |
| 60          | 13          | 10 de diciembre de 2015  | 444 000 (5,1%) | Hélices de barco. Jabones. Sobaos Pasiegos                     |